# Pinzano al Tagliamento
Pinzano al Tagliamento – miejscowość i gmina we Włoszech, w regionie Friuli-Wenecja Julijska, w prowincji Pordenone.
Według danych na rok 2004 gminę zamieszkiwało 1607 osób, 76,5 os./km².
W miejscowości znajduje się stacja kolejowa Pinzano.